# Conference League North 2007-2008
La Conference League North 2007-2008 è stata la 4ª edizione della seconda serie della Conference League. Rappresenta, insiema alla Conference League South, il sesto livello del calcio inglese ed il secondo del sistema "non-league". 

## Stagione

### Aggiornamenti
Fusione:
- Moor Green (Conference League North) e Solihull Borough (Southern League Division One Midlands) in Solihull Moors.

## Squadre partecipanti
| Squadra                           | Città             | Stagione precedente                                                                   |
| --------------------------------- | ----------------- | ------------------------------------------------------------------------------------- |
| AFC Telford United                | Telford           | 3º posto in Northern Premier League Premier Division, promosso                        |
| Alfreton Town                     | Alfreton          | 14º posto in Conference League North                                                  |
| Barrow                            | Barrow-in-Furness | 16º posto in Conference League North                                                  |
| Blyth Spartans                    | Blyth             | 7º posto in Conference League North                                                   |
| Boston United                     | Boston            | 23º posto in Football League Two, declassato di due divisioni per problemi finanziari |
| Burscough                         | Burscough         | 1º posto in Northern Premier League Premier Division, promosso                        |
| Gainsborough Trinity              | Gainsborough      | 12º posto in Conference League North                                                  |
| Harrogate Town                    | Harrogate         | 6º posto in Conference League North                                                   |
| Hinckley United                   | Hinckley          | 4º posto in Conference League North                                                   |
| Hucknall Town                     | Hucknall          | 13º posto in Conference League North                                                  |
| Hyde United                       | Hyde              | 8º posto in Conference League North                                                   |
| Kettering Town                    | Kettering         | 2º posto in Conference League North                                                   |
| Leigh Railway Mechanics Institute | Leigh             | 17º posto in Conference League North                                                  |
| Nuneaton Borough                  | Nuneaton          | 10º posto in Conference League North                                                  |
| Redditch United                   | Redditch          | 19º posto in Conference League North                                                  |
| Southport                         | Southport         | 23º posto in Conference League National, retrocesso                                   |
| Stalybridge Celtic                | Stalybridge       | 18º posto in Conference League North                                                  |
| Solihull Moors                    | Solihull          | 11º posto in Conference League North                                                  |
| Tamworth                          | Tamworth          | 22º posto in Conference League National, retrocesso                                   |
| Vauxhall Motors                   | Ellesmere Port    | 15º posto in Conference League North                                                  |
| Worcester City                    | Worcester         | 9º posto in Conference League North                                                   |
| Workington                        | Workington        | 3º posto in Conference League North                                                   |

## Classifica finale
|  | Pos. | Squadra              | Pt | G  | V  | N  | P  | GF | GS  | DR  |
|  | ---- | -------------------- | -- | -- | -- | -- | -- | -- | --- | --- |
|  | 1    | Kettering Town       | 97 | 42 | 30 | 7  | 5  | 93 | 34  | +59 |
|  | 2    | Telford Utd          | 80 | 42 | 24 | 8  | 10 | 70 | 43  | +27 |
|  | 3    | Stalybridge Celtic   | 79 | 42 | 25 | 4  | 13 | 88 | 51  | +37 |
|  | 4    | Southport            | 77 | 42 | 22 | 11 | 9  | 77 | 50  | +27 |
|  | 5    | Barrow               | 76 | 42 | 21 | 13 | 8  | 70 | 39  | +31 |
|  | 6    | Harrogate Town       | 74 | 42 | 21 | 11 | 10 | 55 | 41  | +14 |
|  | 7    | Nuneaton Borough     | 71 | 42 | 19 | 14 | 9  | 58 | 40  | +18 |
|  | 8    | Burscough            | 65 | 42 | 19 | 8  | 15 | 62 | 58  | +4  |
|  | 9    | Hyde                 | 63 | 42 | 20 | 3  | 19 | 84 | 66  | +18 |
|  | 10   | Boston Utd           | 59 | 42 | 17 | 8  | 17 | 65 | 57  | +8  |
|  | 11   | Gainsborough Trinity | 57 | 42 | 15 | 12 | 15 | 62 | 65  | -3  |
|  | 12   | Worcester City       | 54 | 42 | 14 | 12 | 16 | 49 | 68  | -19 |
|  | 13   | Redditch Utd         | 53 | 42 | 15 | 8  | 19 | 41 | 58  | -17 |
|  | 14   | Workington           | 50 | 42 | 13 | 11 | 18 | 52 | 56  | -4  |
|  | 15   | Tamworth             | 50 | 42 | 13 | 11 | 18 | 53 | 59  | -6  |
|  | 16   | Alfreton Town        | 47 | 42 | 12 | 11 | 19 | 49 | 54  | -5  |
|  | 17   | Solihull Moors       | 47 | 42 | 12 | 11 | 19 | 50 | 76  | -26 |
|  | 18   | Blyth Spartans       | 46 | 42 | 12 | 10 | 20 | 52 | 62  | -10 |
|  | 19   | Hinckley Utd         | 45 | 42 | 11 | 12 | 19 | 48 | 69  | -21 |
|  | 20   | Hucknall Town        | 39 | 42 | 11 | 6  | 25 | 53 | 75  | -22 |
|  | 21   | Vauxhall Motors      | 28 | 42 | 7  | 7  | 28 | 42 | 101 | -59 |
|  | 22   | Leigh                | 26 | 42 | 6  | 8  | 28 | 36 | 87  | -51 |

Legenda:
      Promosso in Conference League Premier 2008-2009.
  Ammesso ai play-off.
      Retrocesso in Northern Premier League Premier Division 2008-2009.
Regolamento:
Tre punti a vittoria, uno a pareggio, zero a sconfitta.
In caso di arrivo di due o più squadre a pari punti, la graduatoria viene stilata secondo i seguenti criteri:
- differenza reti
- maggior numero di gol segnati

Note:

Vauxhall Motors  inizialmente retrocesso e successivamente riammesso in Conference League North 2008-2009.
Il Boston United è stato retrocesso d'ufficio in Northern Premier League Premier Division 2008-2009, a causa di problemi finanziari.
Nuneaton Borough messo in liquidazione alla fine della stagione, rifondato con la denominazione di Nuneaton Town ed ammesso in Southern League Division One Midlands.

## Spareggi

### Play-off

#### Tabellone
|  | Semifinali | Semifinali               | Semifinali | Semifinali | Semifinali |  |  | Finale | Finale             | Finale |  |
|  |            |                          |            |            |            |  |  |        |                    |        |  |
|  | 5          | Barrow                   | 2          | 2          | 4          |  |  |        |                    |        |  |
|  | 2          | AFC Telford United       | 0          | 0          | 0          |  |  | 5      | Barrow             | 1      |  |
|  | 4          | Southport                | 1          | 1          | 2          |  |  | 3      | Stalybridge Celtic | 0      |  |
|  | 3          | Stalybridge C. (5-3 dcr) | 0          | 2          | 2          |  |  |        |                    |        |  |